# Somatochlora hudsonica
Somatochlora hudsonica är en trollsländeart som först beskrevs av Hagen in Selys 1871.  Somatochlora hudsonica ingår i släktet glanstrollsländor, och familjen skimmertrollsländor. IUCN kategoriserar arten globalt som livskraftig. Inga underarter finns listade i Catalogue of Life.